# منطقه حفاظت‌شده کبیرکوه
منطقه حفاظت‌شده کبیرکوه یک منطقه حفاظت‌شده در شهرستان‌های دره‌شهر و بدره در استان ایلام ایران است که با مساحت ۱۷۹ کیلومتر مربع در دامنه شمالی رشته‌کوه کبیرکوه و در ارتفاع ۹۵۰ تا ۲۷۹۰ متری قرار دارد.
منطقه حفاظت‌شده کبیرکوه منطقه‌ای کوهستانی، با شیب‌های تند و خاک کم‌عمق از رشته‌کوه‌های زاگرس است که در دامنه ارتفاعی ۹۵۰ تا ۲۸۱۰ متر از سطح دریا قرار دارد. این منطقه به لحاظ داشتن تنوع ارتفاعی دارای اکوسیستم‌های مختلف بوده که اغلب غیرقابل دسترس هستند و نسبت به سایر مناطق، به صورت بکر و دست نخورده باقی مانده‌اند. با توجه به تنوع و تغییرات شرایط فیزیکی که در سطح منطقه وجود دارد، علاوه بر برخورداری از غنای زیستی دارای ارزش‌های گردشگری و اکوتوریسم بالایی نیز می‌باشد.
منطقه کبیرکوه طی مصوبه شماره ۲۱۶ شورای عالی محیط زیست مورخ ۱۳۸۰/۷/۲۵ با مساحت ۱۷٬۹۲۳ هکتار به عنوان منطقه حفاظت شده به مناطق تحت مدیریت سازمان حفاظت محیط زیست پیوسته‌است. از آن تاریخ به بعد این منطقه شاهد تحولات مثبتی در روند افزایش گونه‌های گیاهی و جانوری بوده و امروزه این منطقه یکی از مناطق شاخص استان ایلام در راستای تنوع گیاهی و جانوری محسوب می‌شود.

## کبیرکوه
کبیرکوه مهم‌ترین و بزرگ‌ترین رشته کوه استان ایلام است که در زبان کردی به کۆور یا کەۆور معروف است. طول این رشته کوه ۱۶۰ کیلومتر است که در جهت شمال غربی ـ جنوب شرقی به صورت دیواری منظم امتداد دارد.
بلندترین قله کبیرکوه «کان صیفی» نام دارد که در ناحیه «ورزین یا ورزرین» شهرستان ملکشاهی واقع شده‌است. این قله ۲۸۱۰ متر از سطح دریا ارتفاع دارد. شهرستان‌های ملکشاهی، مهران، آبدانان و دهلران در غرب کبیرکوه قرار دارند و دره شهر و بدره در شرق این رشته کوه واقع هستند. شهرستان‌های ایلام، شیروان، چرداول و ایوان در کوهستانهای شمال و شمال شرقی استان واقع شده‌اند.

## پوشش گیاهی
در دامنه‌های کبیرکوه وضعیت پوشش گیاهی به تدریج تغییر یافته و هرچه از روستاها دورتر شده و به مناطق کوهستانی نزدیک می‌شود پوشش گیاه وضع بهتری پیدا می‌کند.
هرچه به ارتفاعات منطقه نزدیک شویم گونه‌های درختی که غالبیت با بلوط ایرانی است، به صورت گونه‌های غالب ظاهر می‌شوند.
در منطقه حفاظت شده کبیرکوه و در نزدیکی شهر بدره و در پشته بدره یکی از گونه‌های نادر درختی به نام لرگ (Pterocarya fraxinifolia) در اطراف آبراهه‌ها و چشمه‌های منطقه با حدود ۱۰۰ پایه وجود دارد که نظر هر بیننده‌ای را در آن منطقه به خود جلب می‌کند.
تعدادی از گونه‌های گیاهی موجود در منطقه حفاظت شده کبیرکوه عبارتند از: زبان گنجشک، داغداغان، ارژن، آلبالو وحشی، پرسیاوش، اسپند، گوش بره، دافنه، بلوط ایرانی، بروموس، بومادران، جو دوسر، چمن، بنه، بادام، زالزالک، تمشک، گاو زبان، کنگر، پنیرک، ملیکا، شنبلیله و…

## گونه‌های جانوری
منطقه حفاظت شده کبیرکوه به علت شرایط خاص، پستی و بلندی و برخورداری از صخره‌ها، تپه‌ماهورها، اراضی کم شیب ناهموار، بیشه‌زارها و دره‌های عمیق شامل طیف متنوع زیستگاهی است و به همین دلیل توان مناسبی برای ازدیاد حیات وحش خصوصاً کل و بز دارد. تهیه شناسنامه‌ای کامل از حیات وحش این منطقه نیاز به مطالعات خیلی زیادی دارد.
گونه‌های پستاندار منطقه حفاظت شده کبیرکوه عبارتند از:
خرس قهوه‌ای، پلنگ، گربه وحشی، کاراکال، گرگ، شغال، روباه معمولی، کفتار، سمور، راسو، کل و بز، گراز، خرگوش، سنجاب ایرانی، خارپشت اروپایی، خارپشت گوش بلند، هامستر خاکستری و موش خانگی.
سهم منطقه حفاظت شده کبیرکوه از پرندگان ایران که تاکنون گزارش شده؛ ۴۶ گونه می‌باشد که در ۷ راسته و ۱۹ تیره جای می‌گیرند.
این منطقه با توجه به تنوع زیستگاه‌ها از نظر تنوع گونه‌ای پرندگان نیز غنی می‌باشد.